# Ashlyn Pearce
Ashlyn Pearce, född 8 juli 1994 i Mill Creek, Washington, är en amerikansk skådespelare mest känd för rollen som Aly Forrester i TV-serien Glamour som hon spelade 2013–2015.
År 2016 nominerades Pearce för Daytime Emmy Award för bästa unga kvinnliga roll i en dramaserie. Hennes debut på vita duken kommer att vara i filmen You Above All.